# Barbula inclinans
Barbula inclinans là một loài rêu trong họ Pottiaceae. Loài này được Schimp. ex Besch. mô tả khoa học đầu tiên năm 1880.